# Jane Eyre (miniserie televisiva 2006)
Jane Eyre è una miniserie televisiva britannica del 2006 prodotta dalla BBC e diretta da Susanna White, con interpreti principali Ruth Wilson e Toby Stephens. In Italia è andata in onda divisa in due episodi (anziché nei 4 inglesi) su Rete 4, il 9 e l'11 gennaio 2008.

## Trama
La miniserie racconta in modo fedele, rispetto all'omonimo romanzo, la vita dell'orfana Jane Eyre che, dal duro collegio di Lowood, dove ha trascorso la propria infanzia dopo esservi stata messa dall'ostile zia, andrà a lavorare come istitutrice a Thornfield Hall, Millcote (Inghilterra) per la piccola Adele, la figlioccia del padrone di casa, Edward Rochester. 
Qui, si innamora poi dello stesso, che contraccambia i suoi sentimenti e giunge a rifiutare un matrimonio con una giovane del suo stesso ceto sociale per chiedere a Jane di sposarlo. Tuttavia, si scopre che Rochester custodisce nel suo palazzo la moglie folle, Bertha Mason, e Jane decide di abbandonarlo, vagando nella brughiera. 
Quasi allo stremo, Jane viene salvata e accolta dal pastore St. John Rivera, che si scoprirà essere suo cugino e la chiede in moglie per accompagnarlo in una missione in Africa. Jane, che nel frattempo ha scoperto di aver ricevuto una cospicua eredità da uno zio morto, rifiuta e, dopo aver diviso il lascito con la ritrovata famiglia, torna a Thornfield per cercare Rochester.
Tuttavia, scopre che, durante il suo anno di assenza, la magione è stata incendiata da Bertha, che si è suicidata. Edward, ormai cieco, vive in solitudine, ma Jane, dopo essersi ricongiunta a lui, lo sposa, nonostante la differenza d'età, perché entrambi hanno compreso di essere anime gemelle e spiriti liberi.
Nell'ultima scena, Jane e Rochester, insieme ai loro due bambini e a familiari e amici, posano sorridenti per un ritratto di famiglia, felici e liberi.

## Accoglienza
La nuova versione della BBC mostra che è possibile realizzare una miniserie di successo raccontando la storia in modo chiaro, con un'eccellente interpretazione di Toby Stephens, che riesce a rendere Rochester contemporaneamente forte e vulnerabile, e anche da Ruth Wilson nei panni di una Jane libera, forte e non nevrotica.